# Simpsoncalifragilisticexpiala(Annoyed Grunt)cious
"Simpsons, Supercalifragilespiralidoso" é o 13º episódio da 8ª Temporada de Os Simpsons.  A frase escrita no quadro negro inicial deste episódio era "I will not hide the teacher's Prozac".
O episódio foi dirigido por Chuck Sheetz e foi escrito e produzido por Al Jean e Mike Reiss.

## Sinopse
Marge começa a ter queda de cabelo e ela decide se consultar com o Dr. Hibbert, que diz não saber a causa da queda. Durante a consulta, o telefone toca e Marge atende. A ligação é de Bart, que pede para ela lhe dar o leite. Ela fica furiosa e seu cabelo cai de novo. O Dr. Hibbert acredita a partir daí que o motivo da queda de cabelo é estresse, e que Marge tem de se estressar menos. Só que só em fazer o serviço de casa ela fica estressada, então os Simpsons vão precisar de ajuda; ajuda de uma "governanta". Mas Homer espanta todas as candidatas à vaga de governanta, o que deixa Marge sem opção. Então a "governanta perfeita" aparece: Shary Bobbins.
Os Simpsons ficam impressionados com a capacidade de Sherry. Quando Sherry acha que já terminou seu serviço na casa dos Simpsons, ao dar seu primeiro passo para fora da casa, Homer quebra o vidro, enforcando Bart. Ao voltar, Sherry encontra uma bagunça: incêndio nas cortinas, Marge com queda de cabelo e se tremendo toda e etc. Ela decide voltar a trabalhar para os Simpsons. Com o tempo, eles menosprezam ela, que acaba ficando bêbada. Os Simpsons tentam alegrá-la dizendo que ninguém pode mudar a sua família. Sherry decide que está na hora de ir (para valer) e parte. Os Simpsons dizem que vão sentir falta dela.